# Браун, Гастон
Гастон Алфансо Браун (англ. Gaston Alphanso Browne; род. 6 февраля 1967, Поттерс-Вилладж, Антигуа и Барбуда) — четвёртый премьер-министр Антигуа и Барбуды с 13 июня 2014 года, лидер Лейбористской партии. Председатель Карибского сообщества.

## Биография
Гастон Браун родился в Поттерс-Вилладж на острове Антигуа.

### Пост премьер-министра
По итогам парламентских выборов июня 2014 года лейбористы во главе с Брауном вернулись к власти после 10 лет оппозиции, получив 14 из 17 мест. 13 июня 2014 года Браун был приведён к присяге премьер-министра. Переизбран после парламентских выборов марта 2018 года. Также он был переизбран и на парламентских выборах в январе 2023 года.